# Castello di Godego
Castello di Godego (velenceiül Casteło vagy Casteł) település Olaszországban, Veneto régióban, Treviso megyében. Lakosainak száma 7035 fő (2023. január 1.). Castello di Godego Loria, Riese Pio X, Castelfranco Veneto és San Martino di Lupari községekkel határos.

## Népesség
A település népességének változása:
| Lakosok száma | 7081 | 7190 | 7035 |
|               | 2017 | 2018 | 2023 |